# Адамівка (Чигиринський район)

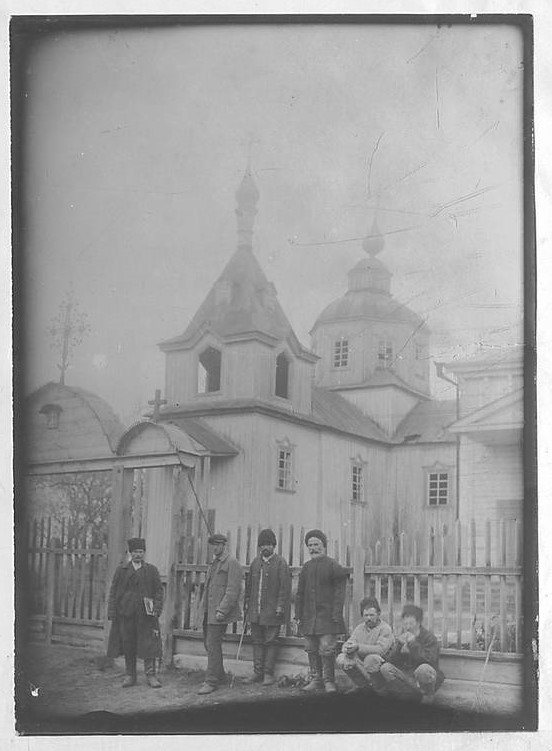
Покровська церква.с.Адамівка,Чигиринського району,Черкаської округи.1761 року побудови. ЦДАВО ф.5,оп.2.сп.962ст.404

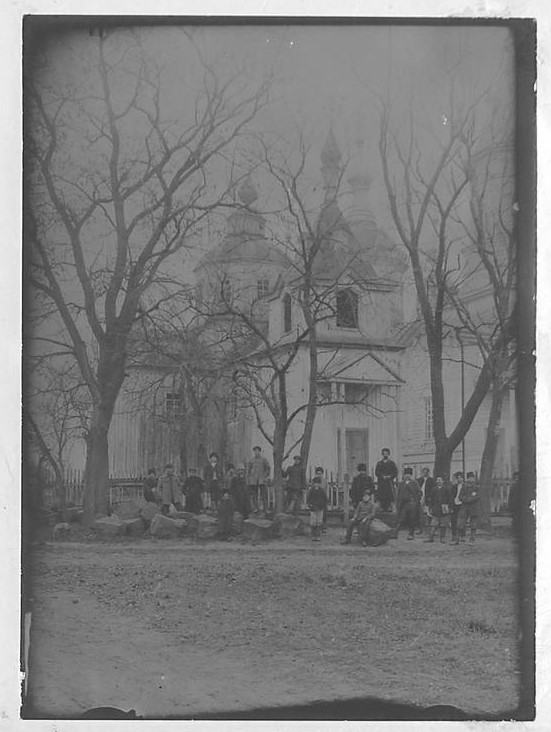

Ада́мівка — колишнє село Чигиринського району Черкаської області. В 1959 році територія села затоплена водами Кременчуцького водосховища. Мешканці переселені до новостворених сел Рацеве та Тіньки «на степу», на ближніх землях, що були дещо вище від Адамівки і не потрапили під водосховище.

## Археологія

Адамівка на карті 1869 року

У 1956 році археологічна експедиція Олексія Тереножкіна виявила поселення чорноліської культури ранньої залізної доби, а також невеликий курган з катакомбними та скіфськими похованнями.

## Історія

Мешканці с. Адамівка (зліва направо) Кривенки-Хименки-Кириченки (копія фото 1928 р.)

Мешканці с. Адамівка (згори вниз справа наліво) Хименки: Іван, Ганна, Андрій, Наталя, Степанидка (фрагмент фото 1928 р.) (Під час голодомору 1932—1933 рр. з численної сім'ї в живих залишилися лише Андрій і Наталя, їх батьки, два брати та чотири сестри загинули…)

У ХІХ село було центром Адамівської волості Чигиринського повіту Київської губернії.
Село розташовувалося за 10 верст (11 км) на південний схід від Чигирина, під степом (на царинці), при болотному струмку Шибик або Гниловод. Станом на 1808 рік тут було 56 дворів з 813 мешканцями.
Степом у селі називали місцину на височині на південний захід від Адамівки (де нині розташовані села Тіньки та Рацеве). Там, на степу, були колгоспні лани в радянські часи (після затоплення Адамівки саме землі степу лишилися над водою Кременчуцького водосховища). А на низьких землях заплави Дніпра, що були незручними для колгоспу, надавали наділи селянам. Селянам це було зручно — дадуть, скажімо, 60 соток, а за цим наділом ще лишається 40 соток до струмка чи до болота. На цій землі можна було садити городину або випасати худобу.
Село ділилося на п'ять чи шість кутків, зокрема, Жуків куток.
Із пам'яток у селі були:
- урочище Кучивенці, у якому знаходився пагорб з ознаками існування на ньому церкви;
- гора, що височіла над садибою селянина Стеблини, на якій, за переказами, стояв колись жіночий монастир. При горі був стародавній колодязь, а на горі ознаки стародавніх будівель;
- в північній частині села, на шляху, що йшов з Чигирина на Бужин і Тарасівку був узвіз, що називався Стрельники. Узвіз мав на горі три розгалуження, які до низу сходились. При цьому узвозі в 1678 році почався бій між російськими військами і турками;
- на межі адамівських земель із чигиринськими знаходились величезні вали, якими захищалась московське військо князя Ромодановського та козацьке гетьмана Самойловича для захисту від турків.

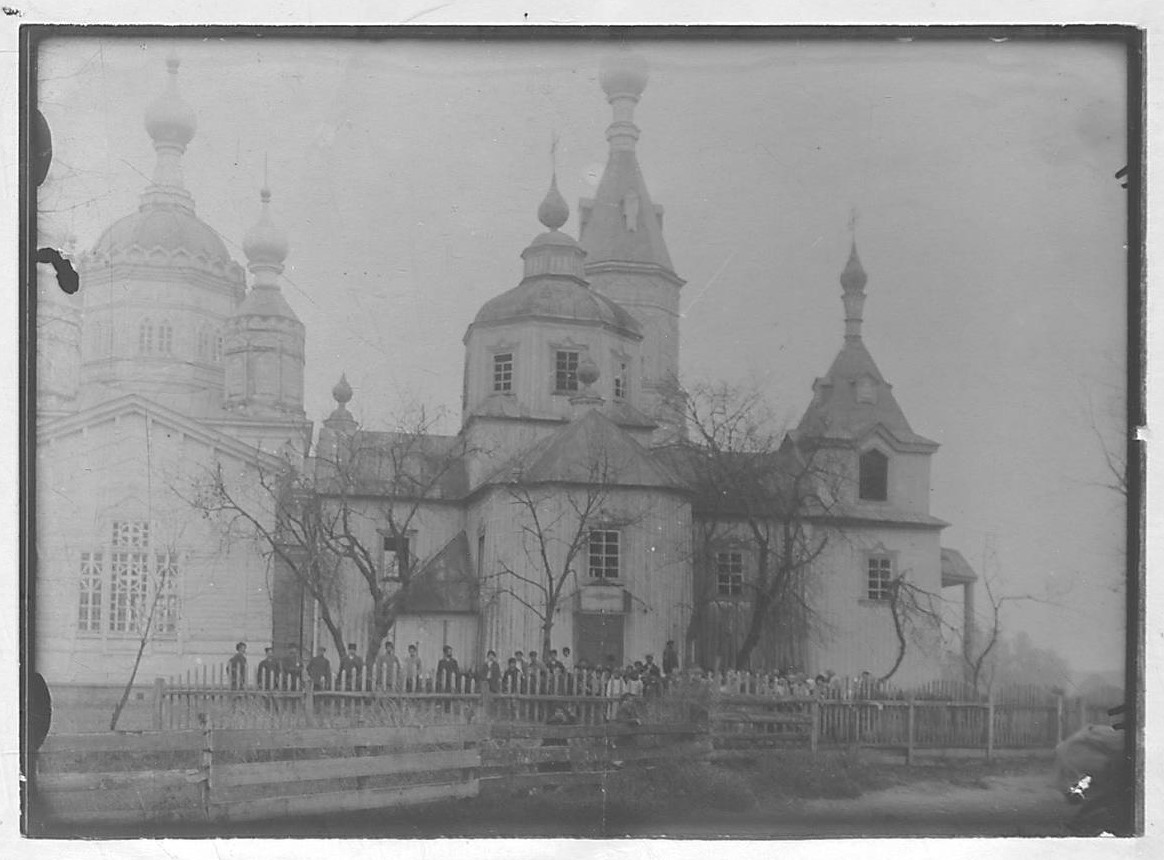
Покровська церква.с.Адамівка,Чигиринського району,Черкаської округи.1761 року побудови. ЦДАВО ф.5,оп.2.сп.962ст.404

- Покровська церква.с.Адамівка,Чигиринського району,Черкаської округи.1761 року побудови. ЦДАВО ф.5,оп.2.сп.962ст.404Покровська церква.с.Адамівка,Чигиринського району,Черкаської округи.1761 року побудови. ЦДАВО ф.5,оп.2.сп.962ст.404 Покровська дерев'яна церква, 5-го класу, побудована 1761 року. Попередня церква була 1726 року побудови, осикова, з солом'яним дахом. Землі мала 35 десятин парафіян 40 дворів з Адамівки, 30 з Кожарок і 12 з Тіньок. Священником при ній був Костянтин Яремович, посвячений 15 березня 1727 року в Києві Варлаамом Ванатовичем.

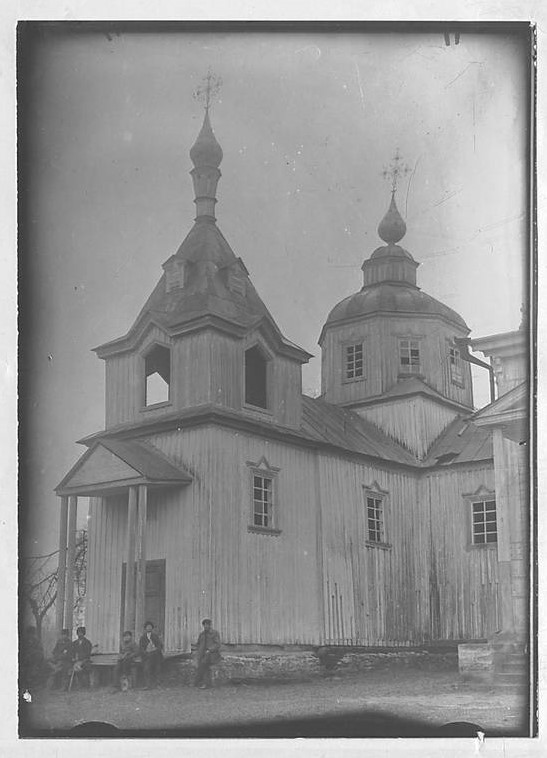
Покровська церква.с.Адамівка,Чигиринського району,Черкаської округи.1761 року побудови. ЦДАВО ф.5,оп.2.сп.962ст.404

- Покровська церква.с.Адамівка,Чигиринського району,Черкаської округи.1761 року побудови. ЦДАВО ф.5,оп.2.сп.962ст.404